# Ocyptamus variegatus
Ocyptamus variegatus är en tvåvingeart som först beskrevs av Macquart 1842.  Ocyptamus variegatus ingår i släktet Ocyptamus och familjen blomflugor. Inga underarter finns listade i Catalogue of Life.